# Stevan Pletikosić
Stevan Pletikosić, né le 14 mars 1972 à Kragujevac, est un tireur sportif serbe.

## Carrière
Sous la bannière olympique aux Jeux olympiques d'été de 1992, Stevan Pletikosić est médaillé de bronze en tir à la carabine couché à 50 mètres.
Il remporte  en tir à la carabine couché à 50 mètres sous les couleurs de la République fédérale de Yougoslavie la médaille d'argent mondiale en 1994, la médaille d'argent européenne en 1995 et la médaille d'argent aux Jeux méditerranéens de 1997.
Sous les couleurs de la Serbie-et-Monténégro, il est médaillé d'argent en tir à la carabine couché à 50 mètres aux Mondiaux de 2006 et médaillé d'or de la même discipline aux Jeux méditerranéens de 2005.
Il remporte l'épreuve de carabine par équipes des Mondiaux de 2017 pour la Serbie.